# Eristalinus obtusus
Eristalinus obtusus är en tvåvingeart som först beskrevs av Hull 1941.  Eristalinus obtusus ingår i släktet slamflugor, och familjen blomflugor. Inga underarter finns listade i Catalogue of Life.